# 愛しすぎなくてよかった
『愛しすぎなくてよかった』（あいしすぎなくてよかった）は、内館牧子原作の漫画。また内舘本人が執筆した小説、脚本を書いたドラマ作品。

## 漫画
漫画雑誌「mimi」に1996年から1997年にかけて連載された。作画は入江紀子。単行本は全4巻。主人公はOL・高沢なつみ。やっと見つけた恋人は結婚しない主義で仕事や恋人に行き詰まりを感じ自分を見つめ直すためにやがてイタリアへ留学する。

## 小説
1997年12月に講談社から発売。主人公は漫画と同じくOL高沢なつみ。25歳。舞台はフィレンツェ・ロンドン・東京。結婚というゴールのない恋愛に疲れ憧れの場所へ留学し自分を探す彼女の奮闘物語。

## テレビドラマ
1998年1月8日から3月19日まで、テレビ朝日系「木曜ドラマ」（木曜 21:00 - 21:54）枠で放送。全11話。

### あらすじ
ブティックの雇われ店長をしているなつみ（りょう）は、恋人もなく仕事にも希望が見いだせないとして、故郷に帰ろうと決意。しかし東京最後の夜に、バツイチの独身主義者・洋太郎（東山紀之）と出会い恋に落ち、帰郷を取り止める。

### 出演者
- 中島洋太郎 - 東山紀之
クールな印象で女を口説くが、過去に離婚歴がある事から再婚する気はなく、何事もほどほどにがスタンス。なつみとは結婚を前提としない交際をする。
- 高沢なつみ - りょう
実家は東北で、高校卒業・短大進学と同時に上京。アパレルメーカーに憧れていたが就活に失敗。卒業後は中高生向けのファッションを扱うチェーン店に就職。月並みな自分自身、近くに現れたマミへの嫉妬心などコンプレックスを抱くが、中島への恋で心境に変化が発生。基本的には心優しい性格。
- 広瀬マミ - 黒木瞳
なつみより2歳年上。資産家である実家の支援で葉山の高級マンションで1人暮らし。大学卒業後、有名アパレルメーカーのバイヤーとして活躍していたが、グループ内の激安スーパーへ配置換えとなったのをきっかけに父の勧める見合い結婚を決意。何かとなつみの憧れと嫉妬の対象になる。
- 上條康夫 - 布施博
大手企業勤務のエリートサラリーマンで人情味溢れる性格。同僚の和可子の妊娠をきっかけに婚約。しかしセブンと関係を持ち、和可子の流産を知っても尚、心が戻る事はなく婚約破棄となる。最終回ではセブンと惹かれあい ながらも、和可子へ償いをする事を決意。
- 伊藤和可子 - 寺島しのぶ
なつみの親友。同僚の上條の子を妊娠。婚約するが彼の心変わりが元で破綻。自宅でのやけ酒の末、空き瓶で転び流産してしまう。お見合い代行業者に登録した事もあるが、天涯孤独に近い生い立ちと上條との婚約、妊娠・流産などがネックになり失敗。次第に心を病んでゆき、なつみを心配させる。
- 幸田セブン - 酒井美紀
実母、養父と折り合いがつかず、高校中退と同時に家出。料亭で働いて来た。上條と惹かれ合う。純朴な性格。
- 高沢充 - 藤原竜也
なつみの弟。
- 高沢慎吾 - 舟木一夫
なつみの父。田舎で文房具屋を経営。
- 高沢光枝 - 大森暁美
なつみの母。
- ミミ - 日野美歌
上條らの行きつけの飲み屋のママ。
- 井田部長 - 岡本信人
- 風間美加 - 藤真利子
なつみが知り合った30代後半の女。田舎から出て来て都会での暮らしに疲れても尚、戻る事が出来ず、その為に美人だがくたびれた印象を持つ。なつみに世間の冷たさ、世知辛さを話して聞かせる。
- 小笠原煖 - 松重豊

### スタッフ
- 原作・脚本：内館牧子
- 演出：松本健、中野昌宏
- 音楽：Clair Marlo with Alexander Baker
- 主題歌：高橋ジョージ「愛しすぎなくてよかった」
- プロデューサー補：秋山純
- プロデューサー補：田村直己
- プロデューサー：内山聖子
- 製作著作：テレビ朝日

### 放送日程
| 話数   | 放送日  | サブタイトル                     | 演出     |
| ------ | ------- | -------------------------------- | -------- |
| 第1話  | 1月08日 | もてない女                       | 松本健   |
| 第2話  | 1月15日 | 泣けない女                       | 松本健   |
| 第3話  | 1月22日 | すがる女                         | 中野昌宏 |
| 第4話  | 1月29日 | うっとうしい女                   |          |
| 第5話  | 2月05日 | 憧れのイタリアへ破滅愛のはじまり |          |
| 第6話  | 2月12日 | もう一つの地獄、幸せを盗まないで |          |
| 第7話  | 2月19日 | 衝撃の再会!そして自滅愛へ…       |          |
| 第8話  | 2月26日 | 始められた復讐!堕ちていく女たち  | 松本健   |
| 第9話  | 3月05日 | 運命の逆転!明日を見たその時…!?   | 中野昌宏 |
| 第10話 | 3月12日 | 結婚を決めた瞬間滑りおちた幸せ   | 松本健   |
| 最終話 | 3月19日 | 女にとって最高の男               |          |

| テレビ朝日系 木曜ドラマ                    | テレビ朝日系 木曜ドラマ                           | テレビ朝日系 木曜ドラマ                                 |
| 前番組                                     | 番組名                                            | 次番組                                                  |
| ------------------------------------------ | ------------------------------------------------- | ------------------------------------------------------- |
| 家政婦は見た! （1997年10月9日 - 12月25日） | 愛しすぎなくてよかった （1998年1月8日 - 3月19日） | 凄絶!嫁姑戦争 羅刹の家 （1998年4月6日 - 1998年6月25日） |